# Innsbruck–Garmisch-Partenkirchen-vasútvonal

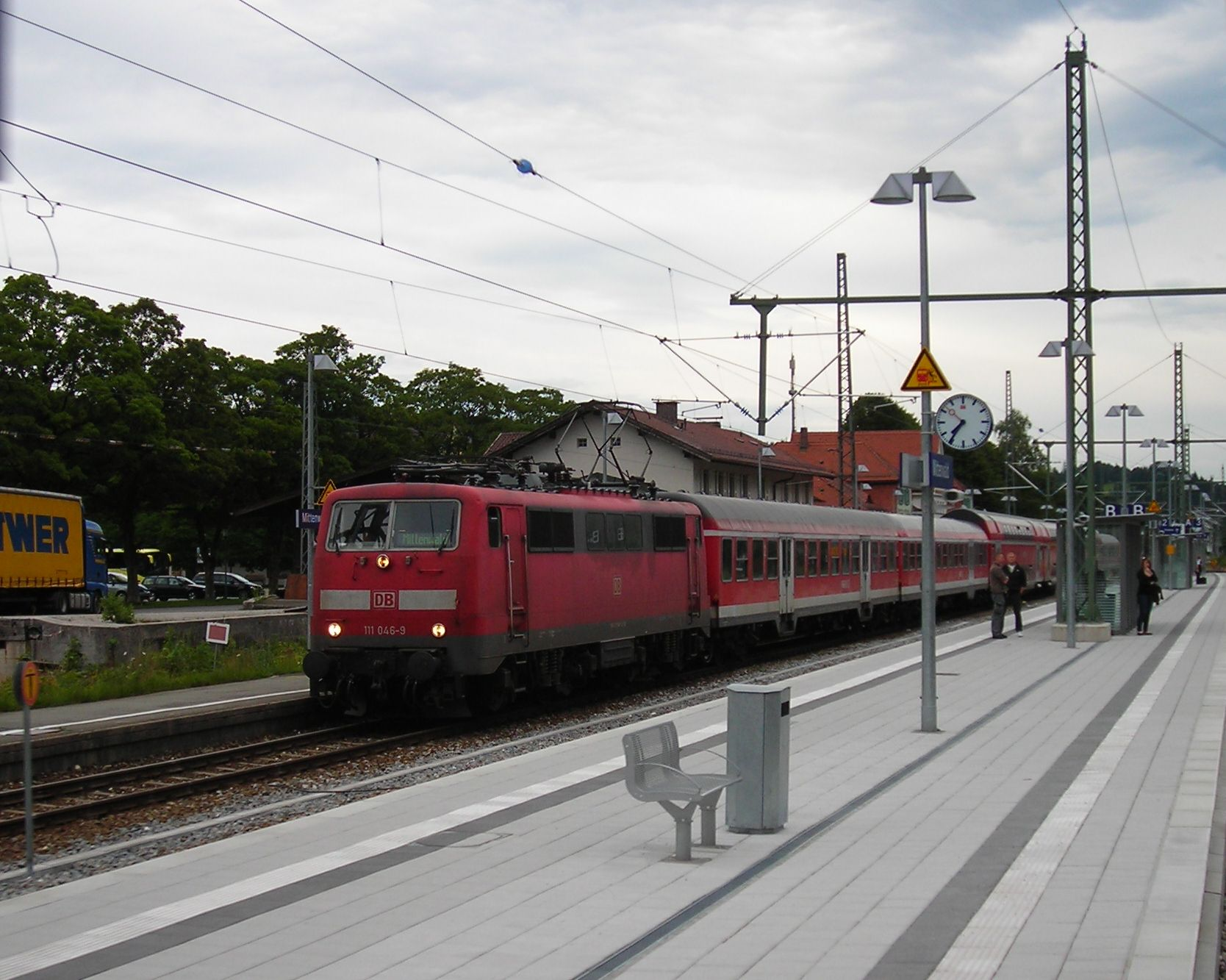
Egy DB 111 sorozatú villamosmozdony regionális vonatával Mittenwald állomáson

Az Innsbruck–Garmisch-Partenkirchen-vasútvonal, ismert még mint Mittenwaldbahn vagy Karwendelbahn egy normál nyomtávú, 63,7 km hosszúságú, 15 kV, 16,7 Hz-cel villamosított vasútvonal Innsbruck és Garmisch-Partenkirchen között az osztrák és német Alpokban. Innsbruckot Seefeldön keresztül (mindkettő Tirolban, Ausztriában található) köti össze Mittenwalddal és Garmisch-Partenkirchennel (mindkettő Bajorországban, Németországban található).
A Mittenwaldbahnt 1910 és 1912 között Josef Riehl és Wilhelm Carl von Doderer mérnökök és építők építették az általuk alapított Mittenwaldbahn AG költségén villamosított helyi vasútként, és ezen a néven magában foglalta mind a Reutte és Garmisch-Partenkirchen (Außerfernbahn szakasz), mind a Garmisch-Partenkirchen és Innsbruck (Karwendelbahn szakasz) közötti összeköttetést. A vonalat 1912. október 26-án adták át ünnepélyesen; 1912. október 28-án indult meg a közforgalom, és az osztrák- és a bajor államvasutak közösen üzemeltették.
Ez volt az egyik első nagyfeszültségű, egyfázisú váltóárammal villamosított vasútvonal. Ennek eredményeképpen nagy hatással volt a közép-európai villamosvasút-üzemeltetési szabványokra. Ma már csak a vonal Garmisch-Partenkirchen és Innsbruck közötti részét nevezik Mittenwaldbahnnak, amely az Außerfernbahnnal együtt a Fern Pass túloldalán lévő Außerfernt köti össze Tirolnal. A vonalon számos híd és 18 alagút található.

## Geográfia
A Karwendelbahn főként dél-északi irányban halad az Északi Mészkő-Alpok több részhegysége között. Délen Innsbruckból az Inn-völgyben halad a Hochzirl-en keresztül a Zirler Berg mellett a Seefelder Sattel-en át Seefeldbe, amely a nyugati Mieminger Gebirge és a Wetterstein-hegység, valamint a keleti Karwendel-hegység Erlspitzgruppe között fekszik.
Innen a keleti Nördliche Karwendelkette és a nyugati Arnspitzgruppe között a Scharnitz-völgyön és az osztrák-német határon át Mittenwaldig vezet; Scharnitzból egy darabig az Isar felső folyása mentén halad. Ezután nyugat felé kanyarodik, és a Wetterstein-hegység déli és az Ester-hegység északi része között ér Garmisch-Partenkirchenbe.
A Karwendelbahn útvonalán figyelemre méltó a hosszú, alagutakban gazdag függő szakasz a Martinswandig, Kranebitten és Hochzirl megállóhelyek között, ahol a Martinswandtunnel (1810,23 m) az útvonal leghosszabb alagútjaként a sziklafalon keresztül vezet. Hochzirltől valamivel északnyugatra a vonal a Rauenkopf déli szárnyában és a Brunstkopf délnyugati szárnyában, a Schlossbachot keresztezve, egy hosszúkás ívben, hidakkal és alagutakkal. Ettől az ívtől nem sokkal délnyugatra halad el a Zirler Berg mellett.

## Története
Josef Riehl mérnök és vállalkozó már az 1880-as évek végén benyújtotta a k.k. Ministerium für Handel und Volkswirthschafthoz a tervezetet, amely egy Innsbruckból először Hallba, majd egy hajtűkanyar után, főként alagutakban Seefeldbe vezető vasútvonalat irányzott elő. Annak érdekében, hogy megkapja a szerződést erre a projektre, évekig tartó vitákat kellett elviselnie a projekt finanszírozása körül, és több százezer koronát kockáztatott előlegként, anélkül, hogy garantáltan valaha is visszakapta volna. Az Osztrák-Magyar Monarchia és Bajorország közötti 1904. november 22-i államszerződésben a mittenwaldi vasútvonal is szerepelt. Az Innsbruck-Reith szakasz tervei 1907-re készültek el. Viták alakultak ki a Fern Pass mentén, az ausernberni Reutte és az inntali Imst közötti távolsági vasútvonal híveivel, amely megspórolta volna a Garmisch-Partenkirchenen át vezető kerülőutat. Amikor Riehl végül megkapta a hatóságok jóváhagyását a mittenwaldi vasútvonal megépítésére a határ osztrák-magyar oldalán, Wilhelm Carl von Doderer mérnökkel és vállalkozóval konzorciumot alakított az építkezésre. Az építkezés irányításáért Riehl részéről Karl Innerebner, Doderer részéről August Mayer volt a felelős. A szerződés magában foglalta a vasút üzemeltetéséhez szükséges összes létesítményt. A pálya építésén kívül ez magában foglalta a földterületet, a járműparkot, a villamos berendezések és a Ruetzbachon lévő erőmű beszerzését is. A Riehl és von Doderer vállalkozók 24 401 700 koronát kaptak egyösszegű átalányárként. Így egyedül ők viselték az esetleges költségtúllépések kockázatát.
A Mittenwaldbahn a hosszúságához mérten a kor egyik legdrágább vasúti projektje volt a sok alagút miatt. Már a kezdetektől fogva villamos üzemre tervezték. Az áramellátáshoz a Stubaitalban, a Stephansbrücke közelében épült a Ruetz erőmű, amely kétszer 4000 lóerőt szolgáltatott. A vonal bajorországi részét a Walchensee erőműnek kellett volna ellátnia, amely csak 1924-ben készült el. Az osztrák szakasz építési munkálatai 1910. március 10-én kezdődtek a Martinswand-alagút megépítésével. Minden kihívás ellenére a Mittenwaldbahn az osztrák-magyar területen figyelemre méltóan rövid idő alatt, mintegy két év alatt épült meg.

## Forgalom
Korábban a DB regionális ingavonatai DB 111 sorozatú villamosmozdonnyal (München-) Garmisch-Partenkirchen-Mittenwald között közlekedtek, majd a forgalomba álló új Bombardier Talent2-es motorvonatok lassan kiszorították a hagyományos szerelvényeket. Ausztria felől az ÖBB S-Bahn motorvonatai Mittenwaldig jönnek el, átszállási lehetőséget biztosítva a München felől csak eddig közlekedő vonatokra. Ezen kívül még heti néhány ICE motorvonat közlekedik München-Innsbruck között. Rendszeres teherforgalom nincs a vonalon.

## Film
- SWR: Eisenbahn-Romantik – Die Karwendelbahn – Von Innsbruck nach München (Folge 633)